# 周美鳳
周美鳳（英語：Lelia Chow Mei Fung，1964年11月8日—）是香港女企業家及著名經理人，花名“周董”，Frement公關公司行政總裁。
周美鳳畢業於聖博德學校，後就讀聖加利大書院（中一至中三）。她曾參與過1986年度香港小姐競選，退選港姐後，從事演藝工作。曾於亞洲電視出演過劇集，包括《我兒萬歲》及《獅王之王》等，以及主持綜藝節目《活色生香》，亦曾參與多部電影的演出，直至1990年初息影。1996年宣佈從商，創立Frement公關公司，首位簽約該公司的藝人是鍾麗緹。她現時經常與大部分香港歌星、藝員合作。
周美鳳已婚，1991年與其夫育有一女蔡欣熹（Florence）及一子蔡卓衡。

## 主持 (亞洲電視)
- 1988年《活色生香》

## 演出

### 電影
- 1986年《神探朱古力》
- 1987年《香港小姐寫真》
- 1988年《婚外情》
- 1988年《三人世界》
- 1989年《火爆行動》
- 1989年《小男人周記》
- 1989年《說謊的女人》
- 1989年《喋血風雲》
- 1990年《三人新世界》
- 1990年《錯在新宿》
- 1990年《警察扒手兩家親》
- 1991年《婚姻勿語》
- 2001年《女人那話兒》
- 2016年《江湖悲劇》
- 2022年《心裏美》

## 外部連結
- 周美鳳的新浪微博（繁體中文）
- 周美鳳於Frement PR公司網站介紹（页面存档备份，存于）（繁體中文）（英文）
- 周美鳳在香港影庫上的簡介